# Історія Бельгії
Істо́рія Бе́льгії

## Стародавні часи
У давні часи на території сучасної Бельгії жило кельтське плем'я белгів.
57 років до н. е. — землі белгів завоював Юлій Цезар. Під час війн Цезаря бельги були чи не найвитривалішим супротивником. Перед тим вони колонізували узбережну частину Британії і, зазнавши поразки в Галлії, вони відступали на британський берег, а потім поверталися з новими силами.
У 16 році до н. е. землі белгів включено до складу Римської імперії як провінцію Белгіка.
У 3 ст. на територію сучасної Бельгії вторглись германські племена франків і фризів. Бельги були частково винищені франками, а частково злилися з ними.
У ранньому середньовіччі територія сучасної Бельгії перебувала в складі франкської держави. За Верденським договором 843 р. цю територію було поділено по річці Шельді на дві частини: західна відійшла до Франції, східна — до Лотарингії (держави онука Карла Великого, Лотаря).

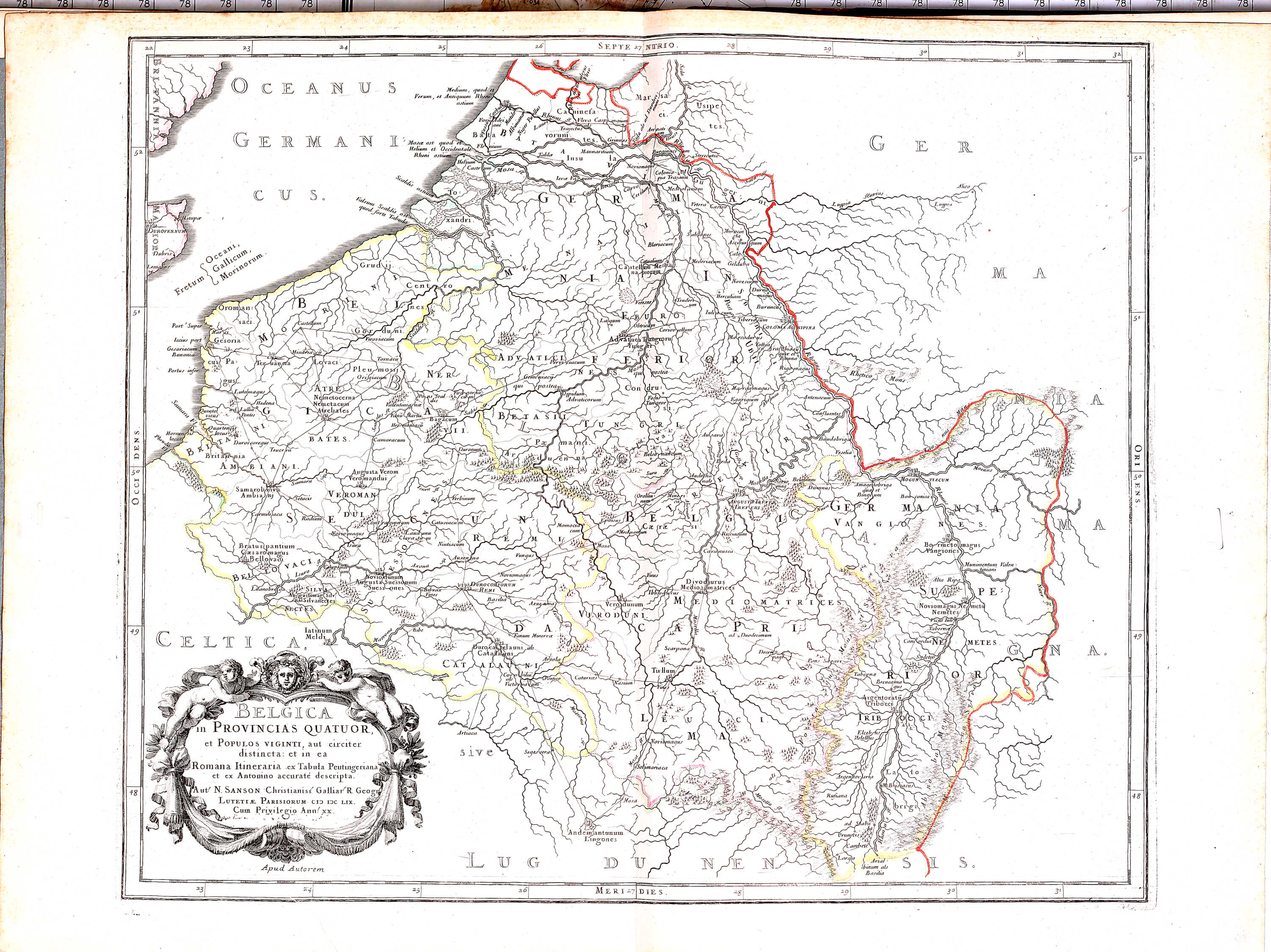
Нікола Сансон. Мапа Бельгії. 1651

Згодом територія сучасної Бельгії стала частиною регіону «Нідерланди» — «Низькі землі». Населяли їх нащадки і германців (майбутні голландці/фламандці), і галло-римлян (майбутні валлони). У XIV—XVI століттях на цих теренах виникла потужна мережа міст, де зростали сучасний капіталізм, демократія, наука та мистецтво. 1425 року заснований Левенський університет. 1466 року в Роттердамі народився Еразм Ротердамський, видатний мислитель та гуманіст. Широко відомі фламандські художники Ян ван Ейк, Пітер Брейгель Старший, Ганс Мемлінг та багато інших. Міста Брюгге, Гент, Брюссель — це символи Північного Відродження в Європі.
В XIII—XIV століттях територія сучасної Бельгії була ареною запеклої боротьби між Англією і Францією.
В середині XV століття територія сучасної Бельгії (зокрема, Фландрія) стала володінням бургундських герцогів.
1477—1555 — територія сучасної Бельгії належала до володінь Габсбурґів.
1555—1713 — територія сучасної Бельгії належала Іспанії.
Після війни за Іспанську спадщину, за Утрехтським миром 1714, територію сучасної Бельгії знову приєднали до володінь Габсбурґів.

## XVIII століття
Наприкінці XVIII століття у Бельгії розвинулись металургійна, кам'яновугільна, шерстяна, шовкова, скляна та інші галузі промисловості, зміцніла буржуазія як політична сила. 1789 внаслідок Брабантської революції австрійці були вигнані. 11 січня 1790 проголошена незалежна держава — Бельгійські сполучені штати, але 1791 Габсбурзька монархія відновила свою владу над Бельгією. 1795 французький термідоріанський конвент проголосив приєднання Бельгії до Франції. У Бельгії були ліквідовані пережитки феодалізму, зменшено вплив католицької церкви на економічне та політичне життя країни, проведені демократичні реформи.

## XIX століття
Після падіння імперії Наполеона Бельгії рішенням Віденського конгресу 1814—1815 була об'єднана з Голландією в єдине королівство — Об'єднане королівство Нідерландів під владою голландського короля Віллема I.
Проте багато хто в Бельгії був незадоволений насильницьким об'єднанням з Нідерландами (передусім франкомовне населення, яке побоювалося зростання ролі нідерландської мови, і католицьке духівництво, що не бажало посилення протестантської конфесії). Внаслідок Бельгійської революції 1830 країна здобула незалежність.
Наприкінці XIX століття, завдяки наявності природних багатств і вільних капіталів, дальшому посиленню експлуатації населення метрополії і колонії Бельгійського Конго (з 1885), Бельгія швидко перетворюється в індустріальну країну. Економічний розвиток її зумовив зростання бельгійського пролетаріату. 1885 в Бельгії створюється робітнича партія; 1886, 1889, 1890 відбулися великі страйки вуглекопів, що супроводжувалися сутичками робітників з поліцією і урядовими військами; у загальних політичних страйках 1893, 1902 і 1913 взяло участь близько 1 млн робітників.

## 20 століття
Під час першої світової війни Бельгія була окупована німецькими військами. Бельгійські соціалісти (на чолі з Вандервельде) займали соціал-шовіністську позицію. 22 квітня 1915 німецькі війська вперше застосували біля бельгійського міста Іпр хімічну зброю (хлор). 12 липня 1917 року знову поблизу Іпра німецька армія застосувала газ іприт.
У першій третині XX століття було запроваджене загальне виборче право для чоловіків, восьмигодинний робочий день, частково підвищила пенсії та інше. Світова економічна криза 1929—1933 охопила всі галузі бельгійської економіки; кількість безробітних зросла до 300 тисяч чоловік, посилилась класова боротьба.
У роки Другої світової війни Бельгія була окупована військами гітлерівської Німеччини. Після другої світової війни бельгійська держава проводила інтеграцію з новоствореними структурами північно-атлантичної цивілізації. 1948 Бельгія ввійшла до Західного союзу, а 1949 — до Північно-Атлантичного союзу. 1951 Бельгія підписала Паризький договір про заснування Європейської спільноти з вугілля та сталі, а 1957 — Римські договори про спільний європейський ринок та Євратом.
З 1960 по 1970 роки Королівство Бельгія переживало складний період еволюції політичної системи. Існування двох історично сформованих регіонів — Фландрії і Валлонії, складна у національному та лінгвістичному відношенні структура Брюсселя, що знаходиться в центрі Фландрії і інше — всі ці фактори представляли серйозну політичну проблему з точки зору розподілу влади і забезпечення інтересів усіх учасників політичного процесу. У 1960-1970-х роках основні партії країни, як і раніше, поділялися за національною ознакою на валлонські і фламандські.
До 1978 році, в період правління прем'єр-міністра Л. Тіндеманса, політична система Бельгії частково стабілізувалася завдяки досягненню консенсусу між провідними партіями країни (причому істотну роль зіграли рухи, що представляли регіональні інтереси): було прийнято рішення про поступовий перехід до федералізму. Однак успіх виявився недовготривалим через втручання Конституційного суду, який вважав намічений план несумісним з чинними правовими нормами; послідувала відставка глави уряду.
У ході дострокових виборів суттєво зміцнила свої позиції Християнська народна партія (ХНД). Новому прем'єр-міністру Вілфріду Мартенсу вдалося досягти тимчасового успіху завдяки формуванню коаліції на базі Фламандської партії лібералів та демократів, ХНД, Соціалістичної християнської партії та низки інших партій, вирішивши тим самим кризу, що виникла в результаті бойкоту парламентського процесу партією, яка представляла інтереси франкомовного населення Таким чином, у 1980 році Бельгія зробила перший крок на шляху до конституційного федералізму. Нова криза в 1987 році привела до остаточного послаблення позицій Мартенса.
Криза була розв'язана завдяки втручанню короля, що наполіг на формуванні нового уряду, що включав соціалістичні та християнські партії, а також партії, що представляли інтереси фламандців. У 1992 році Мартенса змінив Жан-Люк Дегане. Після прийняття в 1993 році поправок до конституції Бельгія стала федеративною державою, що складається з громад і регіонів. У 1999 році Дегене зазнав поразки на виборах (після закінчення його другого терміну як прем'єр-міністра) внаслідок втрати суспільної довіри, яка викликана низкою гучних корупційних скандалів. Новим головою уряду був обраний Гі Верхофстадт, він спирався на коаліцію з 6 партій на чолі з Фламандськими лібералами і демократами (партія, що перемогла). Коаліція Гі Верхофстадта отримала назву «коаліція веселки» завдяки включенню в політичний спектр соціалістів, лібералів і «зелених».
31 липня 1993 король Бодуен I несподівано помер у Мотрілі, на півдні Іспанії. Король не мав дітей, тому трон успадкував його молодший брат Альберт.

## XXI століття
Уряд нового прем'єра зміг довгий час (аж до 2007 року) підтримувати стабільність, в цілому продовжуючи взятий раніше курс на європейську інтеграцію. У 2003 уряд Верхофстадта не підтримав американо-англійське військове втручання в Іраку. Продовження ним жорсткої економічної та соціальної політики (включаючи пенсійну реформу), як і раніше викликало невдоволення населення. Однак ліберальним і соціалістичним партіям вдалося вийти переможцями на загальних виборах 2003: перші завоювали 49 місць в Палаті представників, другі — 48. Третій партнер по правлячій коаліції — екологісти цього разу зазнали нищівної поразки, втративши майже дві третини голосів. Фламандські екологи взагалі позбавлені представництва в парламенті, а валлонські отримали в Палаті представників всього 4 місця. Ослабли позиції християнських партій, що втратили 3 місця. Зате успіх знову супроводжував ультраправих (ФБ завоював 12 % голосів і 18 місць у Палаті, Національний фронт — 1 місце). 1 мандат дістався Новому фламандському альянсу.
Після виборів Р. Верхофстадт залишився на чолі уряду, в якому беруть участь міністри від ліберальних і соціалістичних партій. У червні 2004 року в Бельгії відбувся гучний процес століття. Був засуджений до довічного ув'язнення серійний вбивця Марк Дютру за зґвалтування шести дівчаток і вбивство чотирьох з них. У листопаді 2004 націоналістична політична партія Фламандський блок була оголошена расистською і згодом була розформована. Після 2004 Фламандський блок був перейменований в партію Фламандський інтерес, а програма партії була скоригована і стала більш поміркованою.
У червні 2007 відбулися парламентські вибори. Правляча коаліція не набрала потрібної кількості голосів. Партія ліберал-демократів отримала 18 місць, Християнські демократи — 30 місць, Фламандський Інтерес — 17 місць, Реформаторський рух — 23 місця, Соціалістична партія (Валлонія) — 20 місць, Соціалістична партія (Фландрія) — 14 місць. Прем'єр-міністр Верхофстадт після поразки подав у відставку. Найбільш імовірний кандидат на посаду прем'єр-міністра, лідер партії християнських демократів Ів Летерм не зміг домовитися про створення коаліції. Він виступав за передачу більшої автономії для регіонів, але міжпартійні суперечки з питань передачі повноважень призвели до політичного тупика, який тривав 9 місяців, і з цього моменту в країні почалася політична криза. Причиною політичної кризи є також проблема виборчого округу Брюссель-Халле-Вілворде. Суть цієї проблеми полягає в особливості федеративного устрою Бельгії. В країні паралельно функціонують два види суб'єктів федерації — регіонів і громад. Бельгія ділиться на три регіони (Фландрію, Валлонію, Брюссель) та три культурні спільноти (французька, фламандська і германомовна). Брюссель-Халле-Вілворде включає територію двох регіонів: Брюсселя і частини Фландрії. Халле-Вілворде — це прилеглий до Брюсселя округ провінції Фламандський Брабант, де проживає велика кількість франкомовного населення. Таким чином, франкомовні, які проживають на території Фландрії, мають особливі права. Вони голосують за брюссельськими виборчими списками, а не місцевими. Це питання було винесено на розгляд у Конституційний суд. У 2007 він постановив, що сучасна виборча система не відповідає бельгійській конституції. Фламандські політики вважають, що така виборча система є дискримінаційною. Але в даний час вирішення проблеми немає, оскільки немає єдиної позиції у фламандських і валлонських політиків.
У грудні 2007 Верхофстадт був повторно приведений до присяги як тимчасовий прем'єр-міністр. Переговори між парламентськими партіями продовжилися. У березні 2008 року прем'єр-міністром став Ів Летерм, в тому ж місяці було сформовано уряд. Пропозиції щодо конституційної реформи, покликані покласти край політичній безвиході, повинні були бути розглянуті влітку 2008. У грудні 2008 Летерм подав у відставку. Причиною відставки була не політична криза, а фінансовий скандал, пов'язаний зі справою про продаж банківсько-страхової групи Фортіс (Fortis) французькому банку BNP Paribas. У тому ж році прем'єр-міністром став Херман ван Ромпей, лідер християнсько-демократичної партії.
13 червня 2010 року відбулися позачергові парламентські вибори. Найбільшу кількість голосів (17,29 %) отримали партія Новий фламандський альянс (лідер партії — Барт Де Вевер) і Соціалістична партія Валлонії (14 %) (лідер — Еліо ді Рупо). Однак коаліційний уряд так і не було сформовано. Парламентарії знову не змогли домовитися про план реформування виборчого округу Брюссель-Халле-Вілворде. У грудні 2011 року було нарешті сформовано кабінет міністрів. Прем'єр-міністром став Еліо Ді Рупо. В коаліційний уряд увійшло близько 20 осіб, членів від 6 партій. Було підписано міжпартійну угоду, текст якого склав 200 сторінок.
21 липня 2013 року король Альберт II відмовився від престолу на користь свого сина Філіпа.